# Lucie Hrstková
Lucie Hrstková-Pešánová (* 16. Juli 1981 in Valašské Meziříčí) ist eine ehemalige tschechische Skirennläuferin. Ihre stärksten Disziplinen waren der Riesenslalom und der Super-G. Sie gewann zwei Medaillen bei Juniorenweltmeisterschaften sowie sechs Medaillen bei Winter-Universiaden und nahm an drei Olympischen Spielen und sechs Weltmeisterschaften teil. Im Weltcup war Hrstková von 1998 bis 2010 am Start. Sie studierte an der Masaryk-Universität in Brünn und wurde von ihrem Vater Ivan Hrstka trainiert.

## Biografie
Hrstková bestritt im Dezember 1996 ihre ersten FIS-Rennen und konnte bereits Ende Januar 1997 zwei FIS-Riesenslaloms gewinnen. Einen Monat später nahm sie in Schladming an den Juniorenweltmeisterschaften 1997 teil und erreichte dabei als bestes Resultat Rang 26 im Riesenslalom. Im März desselben Jahres wurde die damals 15-Jährige zum ersten Mal Tschechische Meisterin im Riesenslalom. Bis 2010 folgten in allen Disziplinen weitere 13 Meistertitel. Im Dezember 1997 nahm Hrstková in Zauchensee an ihren ersten drei Europacuprennen teil und erreichte dabei bereits den 14. Platz im Super-G. Im Januar 1998 kam sie im Riesenslalom von Rogla erstmals unter die besten zehn in einem Europacuprennen, kurz darauf konnte sie ihren tschechischen Meistertitel im Riesenslalom erfolgreich verteidigen und wurde erstmals auch Super-G-Meisterin. Im Februar nahm die damals erst 16-Jährige als einzige Tschechin an den Alpinbewerben der Olympischen Winterspiele 1998 in Nagano teil. Sie erreichte den 15. Platz in der Kombination sowie Rang 31 in der Abfahrt und Rang 35 im Super-G. Im Slalom und im Riesenslalom fiel sie im ersten Durchgang aus. Zwei Wochen nach den Olympischen Spielen gewann sie bei den Juniorenweltmeisterschaften 1998 in Megève die Bronzemedaille im Riesenslalom.
Ab der Saison 1998/99 startete Hrstková auch im Weltcup. Allerdings kam sie in den ersten Jahren nie in die Punkteränge. Ihr bestes Europacupergebnis war in diesem Winter der zehnte Platz im Riesenslalom von Rogla. Im Februar 1999 nahm sie in Vail/Beaver Creek zum ersten Mal an Weltmeisterschaften teil und belegte als jeweils beste Tschechin Platz 24 im Riesenslalom und Rang 29 im Super-G. Bei den tschechischen Meisterschaften blieb sie diesmal ohne Titel. Im Slalom und im Riesenslalom wurde sie jeweils Zweite hinter Eva Kurfürstová. Bei den Juniorenweltmeisterschaften 1999 war der fünfte Platz im Riesenslalom ihr bestes Resultat. Nicht ganz so erfolgreich wie die bisherigen Jahre verlief die Saison 1999/2000. Im Europacup kam sie nur einmal mit Rang 29 im Riesenslalom von St. Sebastian in die Punkteränge und bei den Juniorenweltmeisterschaften 2000 war ihr bestes Resultat der 15. Platz im Super-G. Im Weltcup blieb sie wie im Vorjahr ohne Punkte. Dafür konnte sie bei den tschechischen Meisterschaften wieder den Riesenslalom für sich entscheiden. Im folgenden Winter gelangen der Tschechin mit den Plätzen sechs und vier in den beiden Riesenslalom von Krompachy-Plejsy am 18. und 19. Februar 2001 ihre besten Resultate im Europacup. Bei den Juniorenweltmeisterschaften 2001 in Verbier gewann sie hinter der Schweizerin Fränzi Aufdenblatten die Silbermedaille im Riesenslalom und bei den zeitgleich stattfindenden Weltmeisterschaften in St. Anton am Arlberg wurde sie 28. im Riesenslalom und 38. im Super-G. Bei den tschechischen Meisterschaften 2001 siegte sie im Riesenslalom und im Super-G. Im Weltcup blieb sie aber bei ihren sieben Saisonstarts weiterhin ohne Punkte.
Am 19. Januar 2002 erreichte Hrstková mit Platz 23 im Riesenslalom von Berchtesgaden ihr erstes Ergebnis in den Weltcuppunkterängen und gleichzeitig auch ihr bestes Resultat in einem Weltcuprennen. Bei den Olympischen Winterspielen 2002 in Salt Lake City war ihr einziges Resultat der 25. Platz im Super-G. Ihr bestes Saisonergebnis im Europacup erreichte sie mit Platz 13 im Riesenslalom von Arosa und im März wurde sie zum dritten Mal Tschechische Meisterin im Super-G. In der Saison 2002/03 nahm Hrstková nur an zwei Weltcuprennen teil und blieb dabei wieder ohne Weltcuppunkte, im Europacup fuhr sie nur einmal (Platz zehn im Riesenslalom von Piancavallo) unter die besten 30. Nicht nach Wunsch verlief auch die Weltmeisterschaften 2003 in St. Moritz. Hier blieb sie nach Ausfällen im Slalom und im Riesenslalom ohne Resultat. Wenig erfolgreich waren auch die Saison 2003/04. Im Europacup kam sie wieder nur einmal in die Punkteränge und im Weltcup war sie bei keinem Rennen am Start. Auch im Winter 2004/05 konnte sie im Europacup nur einmal punkten und bei ihrem einzigen Weltcupstart qualifizierte sie sich nicht für den zweiten Durchgang. Große Erfolge gelangen ihr hingegen bei der Winter-Universiade in Innsbruck. Sie kam in allen Bewerben unter die besten drei und gewann zweimal Gold im Super-G und in der Kombination, einmal Silber in der Abfahrt sowie zweimal Bronze im Slalom und im Riesenslalom. Bei den Weltmeisterschaften 2005 erreichte sie mit Platz 17 in der Kombination ihr bestes WM-Ergebnis. Zudem wurde sie 25. im Riesenslalom und 27. im Super-G. 
Am 22. Dezember 2005 kam Hrstková mit Platz 30 im Slalom von Špindlerův Mlýn zum zweiten Mal in einem Weltcuprennen in die Punkteränge. Im Europacup war ihr bestes Ergebnis in der Saison 2005/06 der 20. Rang im Slalom von La Plagne. Bei den Olympischen Winterspielen 2006 belegte sie Platz 22 in der Kombination und Rang 36 im Super-G. Im Slalom und im Riesenslalom kam sie nicht ins Ziel. In der Saison 2006/07 war Hrstkovás bestes Europacupresultat der 17. Platz in der Super-Kombination von St. Moritz, im Weltcup verfehlte sie mit Platz 32 in der Super-Kombination auf der Reiteralm nur knapp die Punkteränge. Bei den Weltmeisterschaften 2007 in Åre erzielte sie Platz 25 in der Super-Kombination und Rang 29 im Super-G. Im Team-Wettbewerb kam sie mit ihren Mannschaftskollegen unter den elf teilnehmenden Nationen auf Platz neun. Bei den tschechischen Meisterschaften 2007 gewann sie nach fünf Jahren ohne Titel zum fünften Mal den Riesenslalom und zum ersten Mal den Slalom. Die Saison 2007/08 war für Hrstková verletzungsbedingt schon im Januar zu Ende. Als bestes Europacupergebnis gelang ihr bis dahin ein 16. Platz im Slalom von Zoldo Alto. Nach einer Knieoperation kehrte sie im Dezember 2008 wieder ins Renngeschehen zurück. Allerdings gelang ihr in der Saison 2008/09 weder im Europa- noch im Weltcup ein zählbares Resultat. Bei den Weltmeisterschaften 2009 in Val-d’Isère kam sie nur in der Super-Kombination als 20. in die Wertung. Bei den tschechischen Meisterschaften gewann sie 2009 den Slalom, den Riesenslalom und die Super-Kombination und bei der Universiade in China holte sie Bronze im Super-G.
Zu Beginn der Saison 2009/10 bestritt Hrstková einige Europacuprennen, bei denen sie sich aber nur um Platz 50 klassieren konnte. Im Januar 2010 gewann sie insgesamt neun FIS-Rennen in Tschechien. Ihr letztes Weltcuprennen, die Super-Kombination von St. Moritz am 29. Januar 2010, beendete sie an 41. und letzter Stelle. Beim Weltcupfinale in Garmisch-Partenkirchen startete sie allerdings noch im Mannschaftswettbewerb, den sie zusammen mit Šárka Záhrobská, Ondřej Bank und Kryštof Krýzl gewann. Im März 2010 wurde Hrstková Tschechische Meisterin im Slalom und im Super-G sowie Vizemeisterin im Riesenslalom und in der Super-Kombination. Nach der Saison gab sie ihren Rücktritt vom Skirennsport bekannt.

## Erfolge

### Olympische Winterspiele
- Nagano 1998: 15. Kombination, 31. Abfahrt, 35. Super-G
- Salt Lake City 2002: 25. Super-G
- Turin 2006: 22. Kombination, 36. Super-G

### Weltmeisterschaften
- Vail/Beaver Creek 1999: 24. Riesenslalom, 29. Super-G
- St. Anton 2001: 28. Riesenslalom, 38. Super-G
- Bormio 2005: 17. Kombination, 25. Riesenslalom, 27. Super-G
- Åre 2007: 25. Super-Kombination, 29. Super-G, 9. Team-Wettbewerb
- Val-d’Isère 2009: 20. Super-Kombination

### Weltcup
- 2 Platzierungen unter den besten 30 in Einzelrennen
- 1 Sieg bei Mannschaftswettbewerben

### Europacup
- 5 Platzierungen unter den besten zehn

### Tschechische Meisterschaften
- Hrstková ist 14-fache Tschechische Meisterin:
  - 6× Riesenslalom (1997, 1998, 2000, 2001, 2007, 2009)
  - 3× Slalom (2007, 2009, 2010)
  - 4× Super-G (1998, 2001, 2002, 2010)
  - 1× Super-Kombination (2009)

### Juniorenweltmeisterschaften
- Schladming 1997: 26. Riesenslalom, 38. Super-G
- Megève 1998: 3. Riesenslalom, 6. Super-G, 10. Abfahrt
- Pra Loup 1999: 5. Riesenslalom, 6. Super-G, 13. Abfahrt
- Québec 2000: 15. Super-G, 22. Riesenslalom, 22. Abfahrt
- Verbier 2001: 2. Riesenslalom, 16. Super-G, 25. Slalom, 27. Abfahrt

### Universiaden
- Innsbruck/Seefeld 2005: 1. Super-G, 1. Kombination, 2. Abfahrt, 3. Slalom, 3. Riesenslalom
- Turin 2007: 5. Riesenslalom
- Harbin 2009: 3. Super-G, 4. Kombination, 5. Slalom, 7. Abfahrt, 8. Riesenslalom